# デモイン (重巡洋艦)
| USS Des Moines (CA-134) |                                                                                            |
| 艦歴                    |                                                                                            |
| 発注:                   | 1943年9月25日                                                                              |
| 起工:                   | 1945年5月28日                                                                              |
| 進水:                   | 1946年9月27日                                                                              |
| 就役:                   | 1948年11月16日                                                                             |
| 退役:                   | 1961年7月6日                                                                               |
| 除籍:                   | 1991年7月9日                                                                               |
| その後:                 |                                                                                            |
| 性能諸元                |                                                                                            |
| 排水量:                 | 17,000 トン                                                                                |
| 全長:                   | 716 ft 6 in                                                                                |
| 全幅:                   | 76 ft 6 in                                                                                 |
| 吃水:                   | 22 ft                                                                                      |
| 機関:                   | ゼネラル・エレクトリック・タービン 4軸推進120,000 shp                                      |
| 最大速:                 | 33 ノット                                                                                  |
| 航続距離:               | 10,500 海里（15ノット時）                                                                  |
| 兵員:                   | 士官、兵員1,799名                                                                          |
| 兵装:                   | 55口径203mm3連装砲 3基9門 38口径127mm連装砲 6基12門 50口径76mm連装砲 12基24門 20mm機銃24基 |
| 艦載機:                 |                                                                                            |

デモイン (USS Des Moines, CA-134) は、アメリカ海軍の重巡洋艦。デモイン級の1番艦。艦名はアイオワ州デモインに因む。その名を持つ艦としては2隻目。

## 艦歴
デモインは1945年5月28日にマサチューセッツ州クインシーのベスレヘム・スチール社、フォアリバー造船所で起工し、1946年9月27日にE・T・メレディス・ジュニア夫人によって進水する。1948年11月16日にA・D・チャンドラー艦長の指揮下就役する。
デモインはニューポートを母港として、防衛及び外交政策に基づき様々な任務に従事し、1950年以降はカリブ海、東海岸沿い、地中海及び北大西洋で各種の訓練に参加した。1949年から1957年まで地中海に展開し、第6任務艦隊（1950年以降は第6艦隊として知られた。）の旗艦任務に従事した。1952年および1954年から57年まで毎年の夏に海軍兵学校生を乗艦させ訓練巡航を行い、北ヨーロッパの港を訪問した。1952年、53年、55年にはNATOの北大西洋における演習に参加している。1958年2月18日、ノーフォークを出航し再び地中海に向かう。1961年7月まで第6艦隊の旗艦として任務に就き、その後予備役として保管される。
デモインは地中海での任務で、第6艦隊の旗艦として南ヨーロッパ、北アフリカおよび中東諸国に対しアメリカ合衆国の国威と同地域に対する関心を示した。NATOの地中海における演習に参加し大きく貢献する。1950年12月にはユーゴスラビアのリエカに、1960年5月にはドゥブロヴニクに訪れ、その他にも多くの港を訪問した。1956年のスエズ動乱の際には東大西洋を巡航し、1958年のレバノン危機ではアメリカ軍の司令センターとして偵察巡航を行った。
1961年の退役後、南ボストン海軍基地別館でモスボール処理され、最終的にフィラデルフィアの海軍不活性艦艇整備施設(Naval Inactive Ship Maintenance Facility, NISMF)で2006年まで保管された。ウィスコンシン州ミルウォーキーで博物艦船として公開しようとした試みが不調に終わり、デモインはテキサス州ブラウンズヴィルのエコ・マリーン・サルヴェージでスクラップ処分のため牽引され9月7日に到着する。廃棄処分は2007年1月中旬まで行われた。